# Telmatobius gigas
Espèce
Synonymes
- Telmatobius marmoratus gigas Vellard, 1969 "1968"

Statut de conservation UICN

 CR B2ab(iii) : 
En danger critique
Telmatobius gigas est une espèce d'amphibiens de la famille des Telmatobiidae.

## Répartition
Cette espèce est endémique du canyon du río Huayllamarca, dans la province de Carangas, dans le département d'Oruro, dans les Andes boliviennes. Elle se rencontre à environ 3 965 m d'altitude.

## Publication originale
- Vellard, 1969 "1968" : Les Telmatobius du Groupe Marmoratus (Amphibia). Bulletin du Muséum national d'Histoire naturelle de Paris, ser. 2, vol. 40, no 6, p. 1110-1113.